# Torre del Belvedere
La tour du Belvédère (en italien : torre del Belvedere), est une tour située le long de la rive ouest des remparts de Montepescali, dans la municipalité de Grosseto.

## Histoire
La tour a été construite au Moyen Âge, époque à laquelle elle devait être caractérisée par une section quadrangulaire. Dès ses origines, l'ouvrage fortifié avait des fonctions de visée, de défense et d'attaque.
Au cours de la Renaissance, la tour a subi des interventions de réaménagement, dans le cadre du renforcement du système défensif du village de Montepescali, qui a abouti à la construction de l'imposant bastion à trois pointes à l'extrémité sud des murs. À la suite de cette intervention, la tour est partiellement modifiée, tout en conservant son aspect fortifié et en remplissant ses fonctions d'origine. Depuis lors, la tour du Belvédère a gardé son apparence presque intacte.

## Description
La Tour du Belvédère a une section semi-circulaire, adossée à la face externe du périmètre des remparts de Montepescali.
Située le long de la rive ouest des murailles, juste au-delà de Porta Vecchia, la tour se caractérise par des structures murales entièrement recouvertes de pierre, avec une base inclinée qui descend vers le bas, s'adaptant à l'orographie du terrain sur lequel elle se dresse ; dans le passé, il y avait aussi une canonnière.
Les fonctions défensives et offensives d'origine sont visibles dans la meurtrière encore présente, tandis que la partie supérieure comprenait la terrasse d'où s'exerçaient les fonctions de visée.

## Galerie

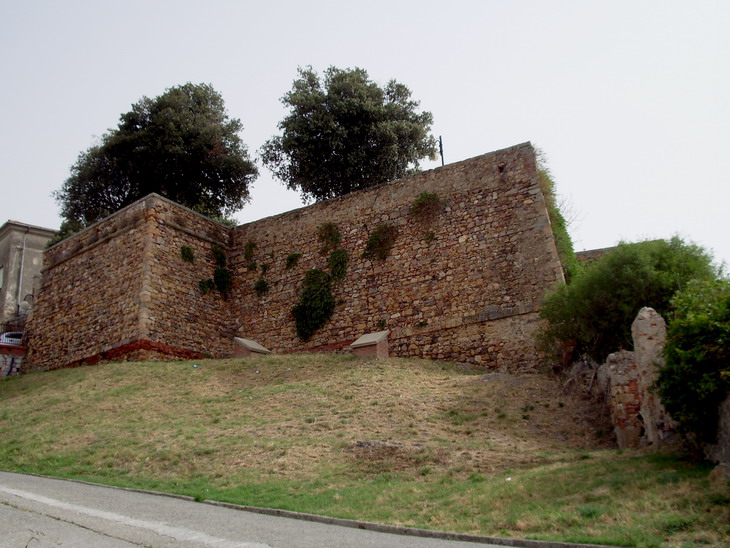
Bastion à trois pointes
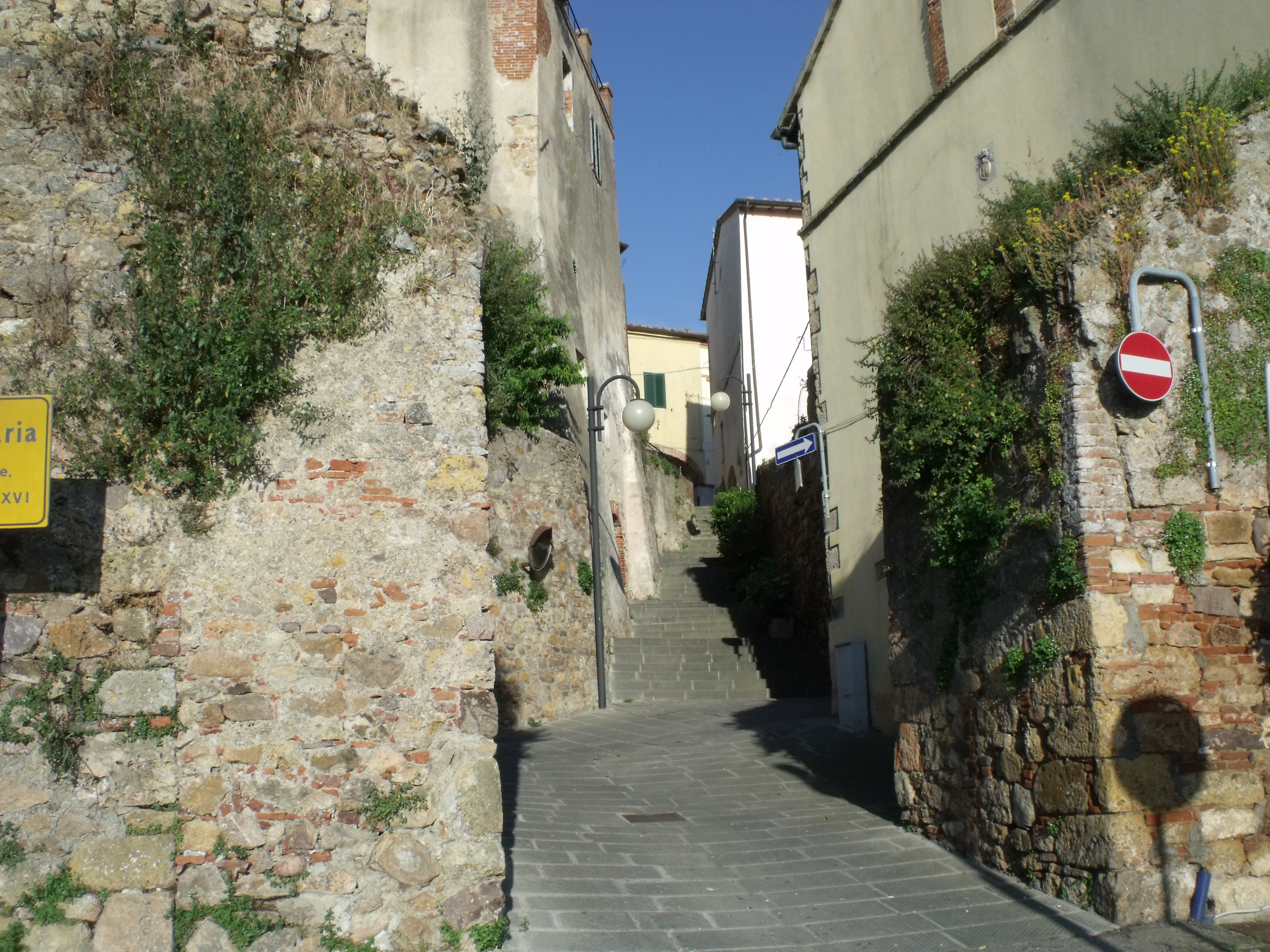
Porta Vecchia